# Cani randagi
Cani randagi (titolo originale You're Dead Without Money) è un romanzo poliziesco scritto nel 1972 da James Hadley Chase. Il titolo della prima edizione italiana, pubblicata nella collana il Giallo Mondadori nel 1975, era Al verde si muore.
Il libro è stato tradotto in spagnolo, francese, finlandese, polacco, italiano e altre lingue.

## Trama
Paradise City in Florida. Cameron, scrittore newyorkese di successo, si incontra alla taverna Nettuno con Al Barney, noto e panciuto sfaccendato della città, a suo dire "sempre con un orecchio in ascolto". Al Barney, sollecitato da Cameron e da una sfilza di boccali di birra, racconta allo scrittore la vicenda che ruota attorno ai preziosi francobolli russi in mano al ricchissimo misantropo Paul Larrimore.
Per fare il colpo grosso coi francobolli si riunisce un gruppetto di quattro compari: Joey e Cindy Luck, padre e figlia che vivono di borseggio ed altri espedienti, Don Elliot, ex attore di successo caduto in disgrazia dopo aver sperperato una montagna di denaro ed aver perso un piede, ed infine Vin Pinna, delinquente consumato specializzato in furti ed amante della bella vita.

## Edizioni in italiano
- James Hadley Chase, Al verde si muore, collana Il Giallo Mondadori, n. 1374, Mondadori, 1975.
- James Hadley Chase, Cani randagi, traduzione di Bruno Just Lazzari, collana I Classici del Giallo Mondadori, n. 775, Mondadori, 1996,  p. 238.